# サセックス (重巡洋艦)
HMS サセックス (HMS Sussex, 96) は、1928年進水のイギリス海軍の重巡洋艦。ロンドン級。

## 艦歴
1927年2月1日起工。1928年2月22日進水。1929年3月19日竣工。
第二次世界大戦前は地中海などに配備されていた。
第二次世界大戦開始後は、大西洋やインド洋で、ドイツ装甲艦「アドミラル・グラーフ・シュペー」捜索や、船団護衛などに従事した。
1939年12月2日、南アフリカ沖で南アフリカ空軍機や空母「アーク・ロイヤル」搭載機に捕捉されたドイツ船「Watussi」は自沈を図り、「サセックス」は同船からの脱出者を収容した。「Watussi」は巡洋戦艦「レナウン」によって沈められた。
次いでノルウェーの戦いにも参加した。

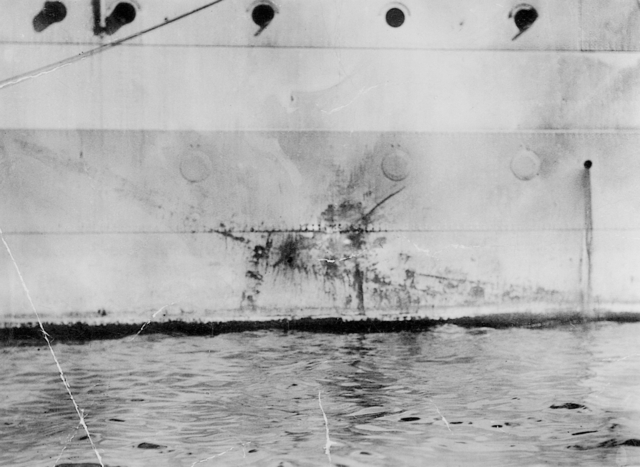
1945年7月26日対空砲火で撃墜された特攻機1機の破片が側面鋼板に衝突して飛行機型の傷を残したが、死傷者は出なかった。

グラスゴーで修理中の1940年9月17日、空襲で爆弾が命中。火災が発生し、鎮火のためドック内に注水されたことから本艦はドック内で横転した。この修理には1942年8月まで要することになった。
修理完了後は、ドイツ船の捜索や船団護衛などに従事した。1943年2月20日にはドイツ船「Hohenfriedberg」を発見し、「Hohenfriedberg」は自沈した。
1945年になると、東南アジアへの攻撃作戦にも参加した。9月、シンガポール再占領に参加。
1949年に退役。1950年、ブリティッシュ・スチール社に売却され、解体。